# Cuculea, Pișceanka
Cuculea (în ucraineană Кукули, transliterat: Kukulî) este o comună în raionul Pișceanka, regiunea Vinnița, Ucraina, formată numai din satul de reședință.

## Demografie
Componența lingvistică a satului Cuculea
     Ucraineană (98,55%)
     Română (1,34%)
     Alte limbi (0,11%)
Conform recensământului din 2001, majoritatea populației satului Cuculea era vorbitoare de ucraineană (98,55%), existând în minoritate și vorbitori de română (1,34%).